# Matteo Grattarola
Matteo Grattarola (Bellano, 2 febbraio 1988) è un pilota motociclistico italiano.

## Carriera
Pilota di trial, gareggia con team Beta factory. Nel 2006 è diventato campione italiano nella categoria classe 125 e si è classificato al terzo posto nel campionato mondiale e in quello europeo, sempre nella categoria Junior. Nel 2021 è impegnato nel campionato italiano, europeo e mondiale. Nel 2008 ha partecipato alla competizione Trial Indoor 1+b. Nel 2009 ha vinto il campionato italiano di Massima Categoria HTR1 e, con la squadra italiana, ha conquistato il terzo posto nel Trial delle Nazioni. Nel 2011 ha vinto tre titoli italiani, l'anno successivo ha vinto il Campionato Europeo e tre titoli italiani. Nel 2018 riesce nell'impresa di conquistare il campionato del mondo classe trial2, oltre al titolo europeo e quello italiano outdoor che indoor. Nel 2024 si aggiudica, con una gara d’anticipo, il 15º titolo italiano nella massima categoria.